# The Pharaoh Philes
Albums de Army of the Pharaohs
The Unholy Terror
(2010) In Death Reborn
(2014)
The Pharaoh Philes est une compilation d'Army of the Pharaohs, sortie le 14 juin 2010.

## Liste des titres
| No  | Titre             | Interprète(s)                                               | Durée |
| --- | ----------------- | ----------------------------------------------------------- | ----- |
| 1.  | Blitz Inc.        | King Syze featuring 7L & Esoteric et Vinnie Paz             | 3:14  |
| 2.  | Heads or Tails    | Snowgoons featuring Chief Kamachi, Jus Allah et Virtuoso    | 3:36  |
| 3.  | And Now           | King Syze featuring Apathy et Vinnie Paz                    | 4:09  |
| 4.  | This Is War       | 7L & Esoteric featuring Army of the Pharaohs                | 4:12  |
| 5.  | Gods & Generals   | OuterSpace featuring Des Devious et King Syze               | 4:11  |
| 6.  | Way of the Gun    | 7L & Esoteric featuring Apathy, Celph Titled et Lord Digga  | 3:35  |
| 7.  | Warning Shot      | Doap Nixon featuring OuterSpace, King Syze et King Magnetic | 5:22  |
| 8.  | Raw               | Random Luck featuring Vinnie Paz                            | 4:55  |
| 9.  | Mayhem            | King Syze featuring Army of the Pharaohs                    | 5:47  |
| 10. | The Wait Is Over  | Doap Nixon featuring Reef the Lost Cauz et Vinnie Paz       | 3:48  |
| 11. | Gods & Generals 2 | OuterSpace featuring Des Devious et King Syze               | 4:11  |
| 12. | The Onslaught     | King Syze featuring Planetary, Sabac et Vinnie Paz          | 4:57  |